# Pass Christian
La ville américaine de Pass Christian est située dans le comté de Harrison, dans l’État du Mississippi. Lors du recensement de 2010, sa population s’élevait à 4 613 habitants.

## Géographie
La ville de Pass Christian est située le long du golfe du Mexique et le détroit du Mississippi. La ville s'étend juste à l'Est de la baie Saint-Louis.

## Histoire
Le site de la Passe Christian a été découvert par des explorateurs canadiens-français en 1699, peu de temps après la fondation de la première colonie française Biloxi lors de la colonisation française de l'Amérique en Louisiane française par Pierre LeMoyne d'Iberville. En Juin 1699, tout en explorant le chenal longeant une péninsule formant une passe, les français donne à cette passe le nom de "Passe aux Huîtres" en raison des nombreuses huîtres qu'ils y ont trouvées. Le nom de "Passe Christian" a été nommé, en 1746, en l'honneur d'un colon français dénommé Nicolas Christian L'Adnier, qui vivait au bord de cette passe, sur l'île aux Vaisseaux avec ses compagnons et qui explorèrent cet endroit de la Louisiane française.

## Personnalités liées à la commune
- Jesmyn Ward

## À noter
Pass Christian abritait une maison dessinée par Frank Lloyd Wright ; elle a été détruite par l’ouragan Camille.

## Source
- (en) Cet article est partiellement ou en totalité issu de l’article de Wikipédia en anglais intitulé « Pass Christian, Mississippi » (voir la liste des auteurs).